# إقليم لابي (فنلندا)

إقليم لابي ضمن فنلندا.

إقليم لابـّي (بالفنلندية: Lapin maakunta) (بالسويدية: Lapplands landskap)، إقليم فنلندي في شمال البلاد. وهو يتضمن في نفس المنطقة التي تغطيها مقاطعة لابي. اشتهر الإقليم بعد حرب لابي بقيادة لوثر رندوليك.